# Vandenboschia speciosa
Vandenboschia speciosa är en hinnbräkenväxtart som först beskrevs av Carl Ludwig Willdenow, och fick sitt nu gällande namn av Louis Otto Kunkel. Vandenboschia speciosa ingår i släktet Vandenboschia och familjen Hymenophyllaceae. Inga underarter finns listade.

## Bildgalleri

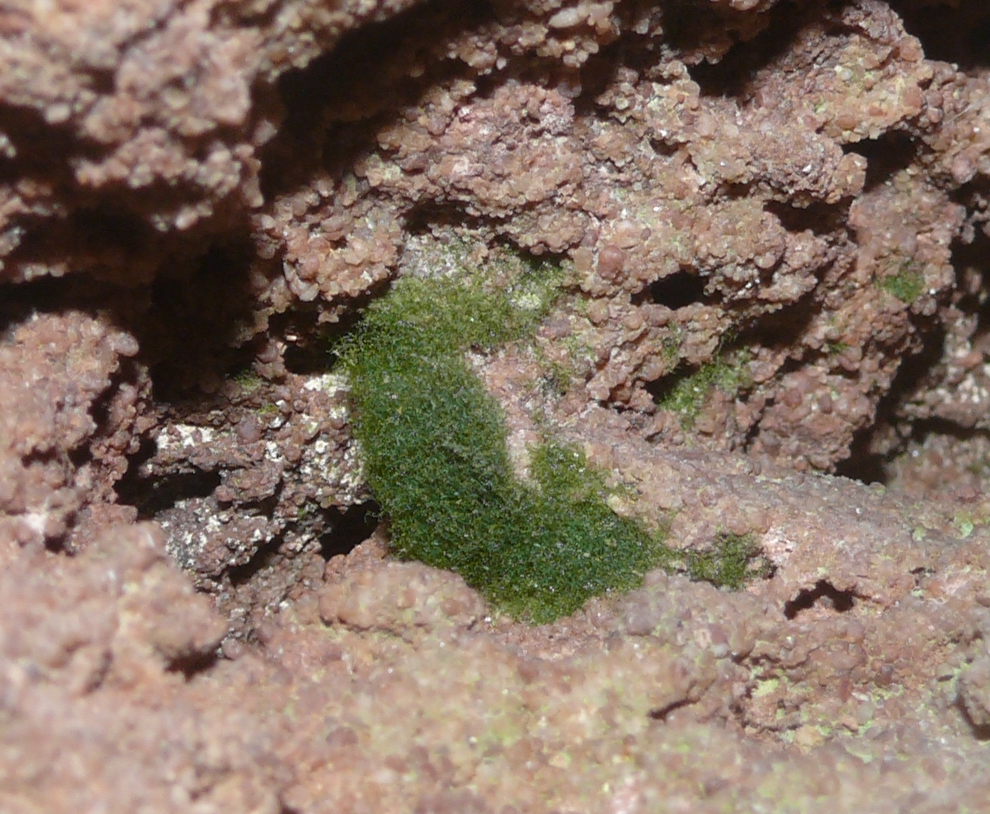
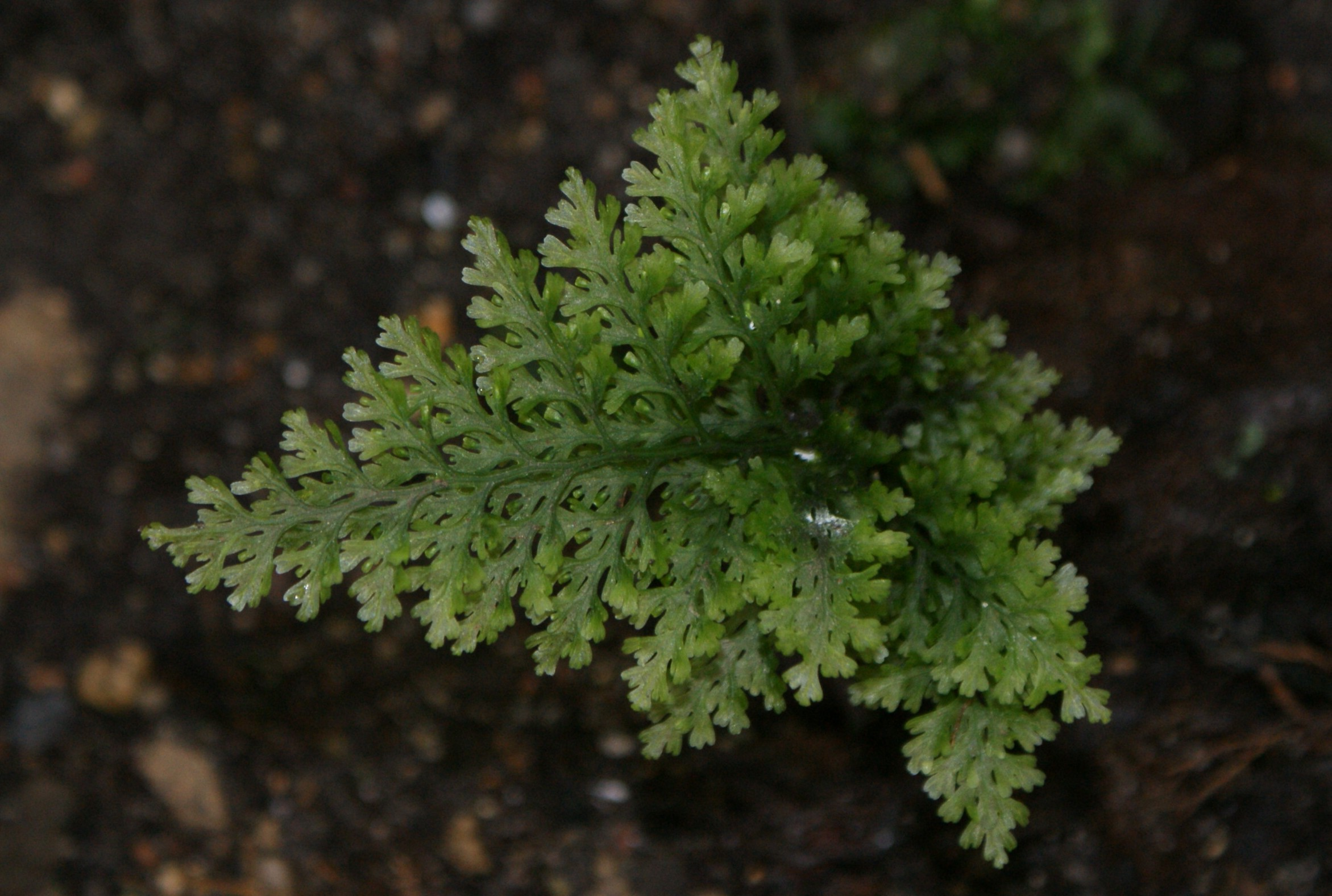
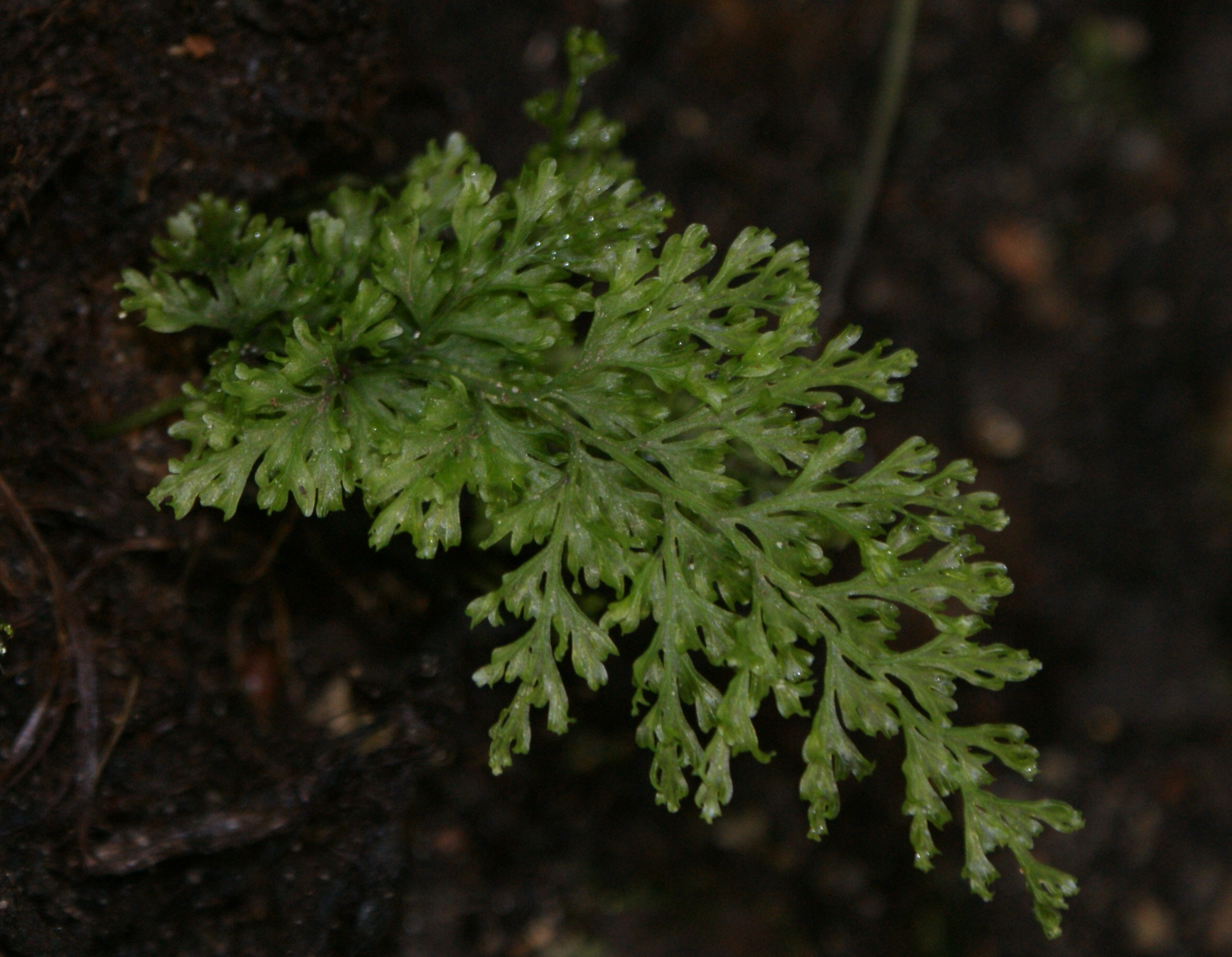
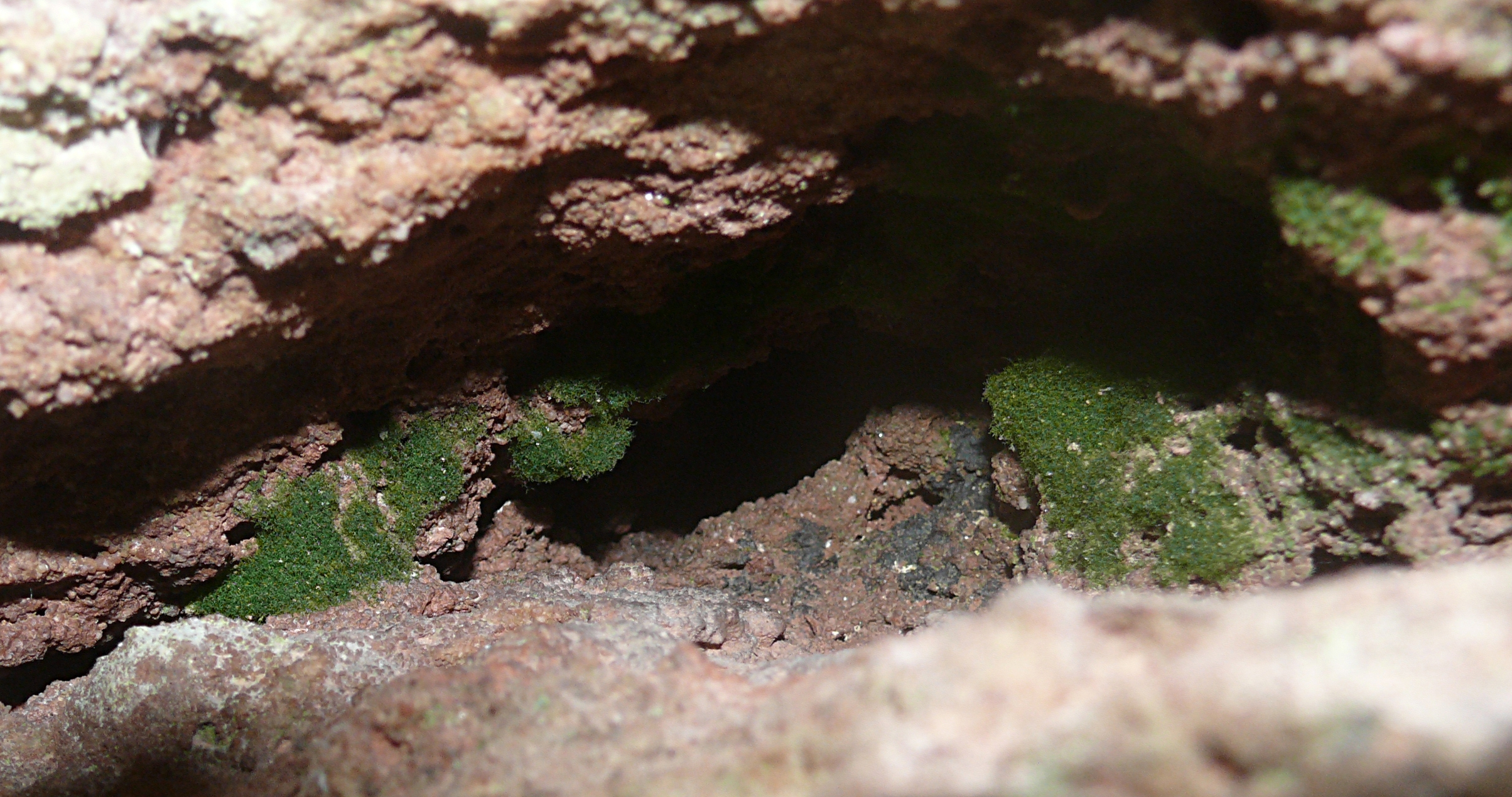
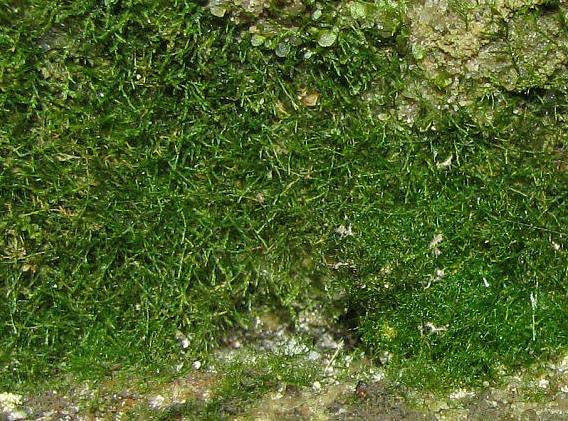
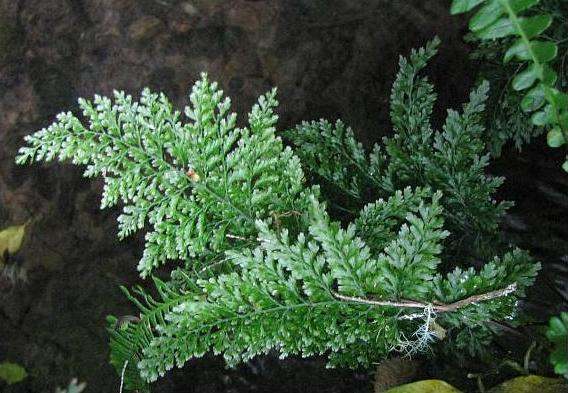